# Aardvark (sökmotor)
Aardvark var en social söktjänst som kopplade samman en användares fråga med experter i dennes utökade sociala nätverk som bedömdes kunna ämnet. Frågor matades in via Aardvarks webbplats, e-post eller snabbmeddelanden. Aardvark kunde på detta sätt besvara frågor som krävde subjektiva svar. Den 11 februari 2010 köptes Aardvark av Google för 50 miljoner dollar. I september 2011 meddelade Google att tjänsten kommer att läggas ner.